# Restrictions
Restrictions (рус. «Ограничения») — третий студийный альбом американской группы Cactus и последний, записанный оригинальным составом, выпущен в 1971 году на лейбле Atco Records.
Песня «Token Chokin’» была выпущена на сингле, также как «Evil», «Alaska» и «Sweet Sixteen», выходившие на А или B-сторонах. Стиль данного альбома представляет собой тяжёлый блюз. В альбом вошли также блюзовый стандарт «Evil».

## Список композиций
1. «Restrictions» (Дэй, Аппиче) — 6:16
2. «Token Chokin'» (Дэй, Аппиче) — 3:08
3. «Guiltless Glider» (Дэй, Богерт, Аппиче, МакКарти) — 8:44
4. «Evil» (Честер Бёрнет) — 3:15
5. «Alaska» (МакКарти, Богерт, Дэй) — 3:40
6. «Sweet Sixteen» (Богерт, Дэй, Аппиче, МакКарти) — 3:19
7. «Bag Drag» (Маккарти, Дэй) — 5:12
8. «Mean Night In Cleveland» (Дэй, Богерт, Аппиче, МакКарти) — 2:10

## Участники записи
- Tim Bogert — бас-гитара, бэк-вокал
- Carmine Appice — ударные, перкуссия, бэк-вокал
- Jim McCarty — соло-гитара, слайд-гитара
- Rusty Day — вокал, гармоника, перкуссия

приглашённые музыканты
- Ron Leejack — слайд-гитара
- Albhy Galuten — пианино
- Duane Hitchings — клавишные